# Fleuré, Orne
Fleuré är en kommun i departementet Orne i regionen Normandie i nordvästra Frankrike. Kommunen ligger i kantonen Écouché som tillhör arrondissementet Argentan. År 2022 hade Fleuré 205 invånare.

## Befolkningsutveckling
Antalet invånare i kommunen Fleuré
| Referens: INSEE |